# Abujmaria (jezik)
Abujmaria dijalekt (Abujhmadia, Abujhmaria, Abujmariya, Abujmar Maria, Hill Maria),dijalekt istoimnenog plemena Maria koji se nekada vodio kao samostalan jezik. Govori ga oko 16.000 ljudi u distriktu Narayanpur (1981 GR) i 31.000 u distriktu Gadchiroli (1961 popis) u Indiji.
Abujmaria se danas vodi kao dijalekt jezika maria [mrr], podskupina gondi